# Monteagle
Monteagle is een plaats (town) in de Amerikaanse staat Tennessee, en valt bestuurlijk gezien onder Franklin County, Grundy County en Marion County.

## Demografie
Bij de volkstelling in 2000 werd het aantal inwoners vastgesteld op 1238.
In 2006 is het aantal inwoners door het United States Census Bureau geschat op 1215, een daling van 23 (-1.9%).

## Bekende inwoners
- Mary Anderson (uitvindster) (1966-1953) uitvindster van de ruitenwisser

## Geografie
Volgens het United States Census Bureau beslaat de plaats een oppervlakte van
21,4 km², waarvan 21,1 km² land en 0,3 km² water. Monteagle ligt op ongeveer 586 m boven zeeniveau.

## Plaatsen in de nabije omgeving
De onderstaande figuur toont nabijgelegen plaatsen in een straal van 24 km rond Monteagle.